# Case-Insel
Die Case-Insel (oder auch Case Island) ist eine Insel vor der English-Küste des westantarktischen Ellsworthlands. Die nahezu runde Insel mit einem Durchmesser von 19 km liegt im Carroll Inlet zwischen der Festlandküste und der Smyley-Insel.
Der United States Geological Survey kartierte sie anhand eigener Vermessungen und mithilfe von Luftaufnahmen der United States Navy zwischen 1961 und 1966. Auf Vorschlag des Polarforschers Finn Ronne wurde die Insel nach dem US-amerikanischen Politiker Francis H. Case (1896–1962) benannt, der sich bei der US-Regierung für die Bereitstellung eines Forschungsschiffs für die Ronne Antarctic Research Expedition (1947–1948) eingesetzt hatte.